# Pleopeltis astrolepis
Pleopeltis astrolepis là một loài thực vật có mạch trong họ Polypodiaceae. Loài này được (Liebm.) E. Fourn. miêu tả khoa học đầu tiên năm 1872.